# Ignaz Lindl

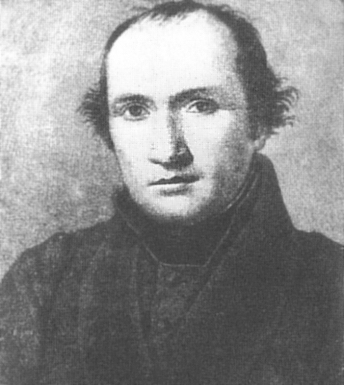
Ignaz Lindl

Ignaz Lindl (n. 3 octombrie 1774, Baindlkirch - d. 23 iunie 1846, Barmen) a fost un preot romano-catolic german. El a întemeiat, împreună cu enoriașii săi, satul Sărata, o colonie germană din Basarabia.

## Viața

### Activitatea sa în Germania
Lindl s-a născut în Baindlkirch, în apropierea actualei localități Ried din Bavaria, fiind fiul hangiului Urban și a soției sale, Monika Lindl, născută Friedl. El a avut opt frați. A studiat la Colegiul Iezuit St. Salvator din Augsburg și la Dillingen. În 1799 a fost sfințit ca preot romano-catolic și trimis capelan în satul natal. În 1818 a fost scos din parohie, fiind acuzat că periclitează liniștea localității prin angajarea sa în mișcarea Born again (Erweckungsbewegung).
El s-a stabilit apoi la Gundremmingen. Acolo, el a intrat în contact cu partizanii mișcării de reînnoire din Allgäu. Această mișcare ecumenică de sorginte catolică a contribuit la formarea, exprimarea sub forma predicării publice și apărarea proprietății comune ca în ritualurile stricte bănuite ca aparținând creștinismului timpuriu. Deoarece Lindl își pierduse parohia în anul 1818 prin decretul regelui Maximilian I Iosif al Bavariei, el a înființat o comunitate nouă la Gundremmingen și a trebuit să plece acolo, unde a predicat în fața a mii de oameni.

### Activitatea sa în Rusia
Lindl s-a întâlnit cu țarul Alexandru I al Rusiei, care se afla în acel timp în Germania. Țarul, fiind prieten al mișcării creștine de reînnoire spirituală, i-a oferit un refugiu lui Lindl, iar acesta și-a convins adepții să-l urmeze.
A predicat mai întâi la Sankt Petersburg (Rusia). El s-a dovedit capabil să exprime dorința țarului de a se întemeia o comunitate în sudul Rusiei, pe un teritoriu din Regiunea Odesa. În Sankt Petersburg l-a cunoscut pe germanul Alois Schertzinger, împreună cu care a elaborat planul de înființare a unui sat în Basarabia. În anul 1820, totuși, el nu reușise să-i facă pe credincioșii catolici din oraș să adere la ideile sale. Așa că a revenit în țara sa natală și a început, cu ajutorul negustorului bogat Christian Friedrich Werner (1759-1823) din Schorndorf (Württemberg) și a asociatului său, Gottlieb Veygel, să promoveze emigrarea în Basarabia. Apoi, împreună cu enoriașii săi, a întemeiat noua colonie Sărata.

### Întemeierea coloniei Sărata
Satul Sărata a fost întemeiat în 1822 ca urmare a faptului că țarul rus Alexandru I a pus la dispoziție un teren din Basarabia de 16.000 desetine (aproximativ 18.000 ha) pentru înființarea unui sat de coloniști germani basarabeni. Colonia a fost întemeiată propriu-zis de către cele aproximativ 70 de familii de emigranți din Bavaria și Württemberg, precum și de conducătorul lor, preotul Ignaz Lindl. 
După religie, familiile de emigranți erau atât catolici, cât și evanghelico-luterani. Coloniștii au mers cu căruțele de-a lungul râului Sărata și s-au stabilit la 19 martie 1822 pe teritoriul viitorului sat Sărata, unde au început să-și construiască locuințe. 

### Expulzarea
Lindl cu carisma sa și cu numărul mare de credincioși - în Germania, Sankt Petersburg și Basarabia veneau până la 10.000 de oameni să-i asculte predicile - a avut, de asemenea, și dușmani. Ei l-au reclamat țarului că răzvrătește poporul și conduce o sectă religioasă. La acestea s-a adăugat faptul că el (deși era preot catolic) s-a căsătorit cu menajera sa. În anul 1823, țarul a poruncit expulzarea lui Lindl din Rusia. Proprietarul companiei Werner, Gottlieb Veygel, a fost numit în funcția de primar, devenind conducător al comunității germane din Sărata, deși era de religie protestantă. El a pus capăt regimului comunității de bunuri (devălmășiei), inițiate de Lindl, și a împărțit terenurile familiilor de emigranți. Pe lotul inițial de teren de la Sărata de 16.000 desetine au apărut, de asemenea, în jurul anului 1830, și alte sate de coloniști germani din Basarabia: Gnadental și Lichtental.